# Рока Сиђилина (Маса-Карара)
Рока Сиђилина је насеље у Италији у округу Маса-Карара, региону Тоскана.
Према процени из 2011. у насељу је живело 85 становника. Насеље се налази на надморској висини од 422 м.